# Campionat d'Espanya de tot terreny 1976
La temporada de 1976 del Campionat d'Espanya d'enduro fou la 12a edició d'aquest campionat, organitzat per la Reial Federació Motociclista Espanyola. El calendari oficial constava de 5 proves puntuables. Quatre de les proves programades es disputaren als Països Catalans: Dos Dies del Segre (Montgai), Dos Dies de Reus, Dos Dies de Prats de Lluçanès i Dos Dies de Ripoll.

## Classificació final

### Superior a 75cc
| Posició | Pilot                      | Motocicleta | Punts   |
| ------- | -------------------------- | ----------- | ------- |
| 1       | Narcís Casas               | Bultaco     | 59 (86) |
| 2       | Josep Maria Pibernat       | Bultaco     | 40 (46) |
| 3       | Ton Marsinyach             | OSSA        | 36      |
| 4       | Joan Bellsolà              | Montesa     | 36      |
| 5       | Josep Maria Casanovas      | Montesa     | 34 (39) |
| 6       | Toni Soler                 | Bultaco     | 32 (37) |
| 7       | Guillermo Moreno de Carlos | Bultaco?    | 23      |
| 8       | Augusto Moreno de Carlos   | Bultaco?    | 6       |
| 9       | Ernest Abad                | Bultaco?    | 4       |
| 10      | Josep Maria Sucarrats      | Montesa     | 4       |

### Classificació per marques
| Posició | Marca   | Punts   |
| ------- | ------- | ------- |
| 1       | Bultaco | 59 (86) |
| 2       | Montesa | 42 (64) |
| 3       | OSSA    | 31      |

## Categories inferiors

### 75cc
| Posició | Pilot            | Motocicleta | Punts |
| ------- | ---------------- | ----------- | ----- |
| 1       | Bartomeu Quesada | Montesa     | ?     |
| 2       | Ramon Burés      | Montesa     | ?     |
| 3       | ?                | ?           | ?     |